# Залівіно (Калінінградська область)
Залівіно (рос. Заливино) — селище Полєського району, Калінінградської області Росії. Входить до складу Головкінського сільського поселення.
Населення —  622 особи (2015 рік). 

## Населення
| 2002 | 2010 |
| ---- | ---- |
| 700  | ↘622 |